# Municipio de Marshall (Dakota del Norte)
El municipio de Marshall (en inglés: Marshall Township) es un municipio ubicado en el condado de Williams en el estado estadounidense de Dakota del Norte. En el año 2010 tenía una población de 51 habitantes y una densidad poblacional de 0,54 personas por km².

## Geografía
El municipio de Marshall se encuentra ubicado en las coordenadas 48°19′43″N 103°24′36″O / 48.32861, -103.41000. Según la Oficina del Censo de los Estados Unidos, el municipio tiene una superficie total de 94.07 km², de la cual 94,07 km² corresponden a tierra firme y (0 %) 0 km² es agua.

## Demografía
Según el censo de 2010, había 51 personas residiendo en el municipio de Marshall. La densidad de población era de 0,54 hab./km². De los 51 habitantes, el municipio de Marshall estaba compuesto por el 82,35 % blancos, el 11,76 % eran amerindios y el 5,88 % eran de una mezcla de razas. Del total de la población el 7,84 % eran hispanos o latinos de cualquier raza.